# Liste der Baudenkmäler in Burbach (Saarbrücken)
Diese Liste der Baudenkmäler in Burbach listet alle Baudenkmäler des Saarbrücker Ortsteils Burbach  auf. Grundlage ist die Veröffentlichung der Landesdenkmalliste vom 16. Februar 2011, die aktuelle Teildenkmalliste der Landeshauptstadt Saarbrücken in der Fassung vom 9. August 2017 sowie die Inventarlisten des Landesdenkmalamtes des Saarlandes.
| Ahornstraße/Am Kesselhaus/An der Spielschule/Buchenstraße/Heckenstraße/Holunderstraße/Im Füllengarten/Jakobshütter Weg/Lindenstraße/Saar-Lor-Lux-Straße/Tannenstraße/Ulmerstraße/Vollweidstraße/Zaunstraße Lage | Ensemble Eisenbahn-Ausbesserungswerk Saarbrücken-Burbach mit Werksiedlung                | 1857 wurde die Werkstätte der Königlichen Direktion der Eisenbahn Saarbrücken zur Hauptwerkstätte. Als diese zu klein wurde, wurde 1906 das Ausbesserungswerk Burbach erbaut, das über die Strecke zur Grube Von der Heydt an das Bahnnetz angeschlossen wurde. In enger Verzahnung aus Arbeiten und Wohnen entstand neben dem Werksgelände eine Siedlung aus Arbeiter, Angestellten- und Direktorenwohnhäusern. In den 1920er Jahren wurde die maschinelle Ausstattung vollständig erneuert. 1997 wurde das Werk geschlossen und das Areal zu einem Gewerbepark umgenutzt. | 1857 wurde die Werkstätte der Königlichen Direktion der Eisenbahn Saarbrücken zur Hauptwerkstätte. Als diese zu klein wurde, wurde 1906 das Ausbesserungswerk Burbach erbaut, das über die Strecke zur Grube Von der Heydt an das Bahnnetz angeschlossen wurde. In enger Verzahnung aus Arbeiten und Wohnen entstand neben dem Werksgelände eine Siedlung aus Arbeiter, Angestellten- und Direktorenwohnhäusern. In den 1920er Jahren wurde die maschinelle Ausstattung vollständig erneuert. 1997 wurde das Werk geschlossen und das Areal zu einem Gewerbepark umgenutzt. | | |
| Ahornstraße/Am Kesselhaus/An der Spielschule/Buchenstraße/Heckenstraße/Holunderstraße/Im Füllengarten/Jakobshütter Weg/Lindenstraße/Saar-Lor-Lux-Straße/Tannenstraße/Ulmerstraße/Vollweidstraße/Zaunstraße Lage | Ensemble Eisenbahn-Ausbesserungswerk Saarbrücken-Burbach mit Werksiedlung                | Ahornstraße 1/1a, Wohnhaus, 1905 (Ensemblebestandteil) | | | |
| Ahornstraße/Am Kesselhaus/An der Spielschule/Buchenstraße/Heckenstraße/Holunderstraße/Im Füllengarten/Jakobshütter Weg/Lindenstraße/Saar-Lor-Lux-Straße/Tannenstraße/Ulmerstraße/Vollweidstraße/Zaunstraße Lage | Ensemble Eisenbahn-Ausbesserungswerk Saarbrücken-Burbach mit Werksiedlung                | Ahornstraße 2/2a; 4/4a; 6/6a; 8/8a; 10/10a; 12/12a, Wohnhaus, 1905 (Ensemblebestandteil) | | | |
| Ahornstraße/Am Kesselhaus/An der Spielschule/Buchenstraße/Heckenstraße/Holunderstraße/Im Füllengarten/Jakobshütter Weg/Lindenstraße/Saar-Lor-Lux-Straße/Tannenstraße/Ulmerstraße/Vollweidstraße/Zaunstraße Lage | Ensemble Eisenbahn-Ausbesserungswerk Saarbrücken-Burbach mit Werksiedlung                | Ahornstraße 3/3a, Wohnhaus, 1905 (Ensemblebestandteil) | | | |
| Ahornstraße/Am Kesselhaus/An der Spielschule/Buchenstraße/Heckenstraße/Holunderstraße/Im Füllengarten/Jakobshütter Weg/Lindenstraße/Saar-Lor-Lux-Straße/Tannenstraße/Ulmerstraße/Vollweidstraße/Zaunstraße Lage | Ensemble Eisenbahn-Ausbesserungswerk Saarbrücken-Burbach mit Werksiedlung                | Ahornstraße 5, Wohnhaus, 1905 (Ensemblebestandteil) | | | |
| Ahornstraße/Am Kesselhaus/An der Spielschule/Buchenstraße/Heckenstraße/Holunderstraße/Im Füllengarten/Jakobshütter Weg/Lindenstraße/Saar-Lor-Lux-Straße/Tannenstraße/Ulmerstraße/Vollweidstraße/Zaunstraße Lage | Ensemble Eisenbahn-Ausbesserungswerk Saarbrücken-Burbach mit Werksiedlung                | Am Kesselhaus 1/1a; 3/3a; 5/5a; 7/7a; 9/9a; 11/11a, Wohnhaus, 1905 (Ensemblebestandteil) | | | |
| Ahornstraße/Am Kesselhaus/An der Spielschule/Buchenstraße/Heckenstraße/Holunderstraße/Im Füllengarten/Jakobshütter Weg/Lindenstraße/Saar-Lor-Lux-Straße/Tannenstraße/Ulmerstraße/Vollweidstraße/Zaunstraße Lage | Ensemble Eisenbahn-Ausbesserungswerk Saarbrücken-Burbach mit Werksiedlung                | Am Kesselhaus 2/2a; 4/4a; 6/6a; 8/8a, Wohnhaus, 1905 (Ensemblebestandteil) | | | |
| Ahornstraße/Am Kesselhaus/An der Spielschule/Buchenstraße/Heckenstraße/Holunderstraße/Im Füllengarten/Jakobshütter Weg/Lindenstraße/Saar-Lor-Lux-Straße/Tannenstraße/Ulmerstraße/Vollweidstraße/Zaunstraße Lage | Ensemble Eisenbahn-Ausbesserungswerk Saarbrücken-Burbach mit Werksiedlung                | An der Spielschule 1, Wohnhaus, 1905 (Ensemblebestandteil) | | | |
| Ahornstraße/Am Kesselhaus/An der Spielschule/Buchenstraße/Heckenstraße/Holunderstraße/Im Füllengarten/Jakobshütter Weg/Lindenstraße/Saar-Lor-Lux-Straße/Tannenstraße/Ulmerstraße/Vollweidstraße/Zaunstraße Lage | Ensemble Eisenbahn-Ausbesserungswerk Saarbrücken-Burbach mit Werksiedlung                | Buchenstraße 2, Wohnhaus, 1905 (Ensemblebestandteil) | | | |
| Ahornstraße/Am Kesselhaus/An der Spielschule/Buchenstraße/Heckenstraße/Holunderstraße/Im Füllengarten/Jakobshütter Weg/Lindenstraße/Saar-Lor-Lux-Straße/Tannenstraße/Ulmerstraße/Vollweidstraße/Zaunstraße Lage | Ensemble Eisenbahn-Ausbesserungswerk Saarbrücken-Burbach mit Werksiedlung                | Heckenstraße 1, Wohnhaus, 1905 (Ensemblebestandteil) | | | |
| Ahornstraße/Am Kesselhaus/An der Spielschule/Buchenstraße/Heckenstraße/Holunderstraße/Im Füllengarten/Jakobshütter Weg/Lindenstraße/Saar-Lor-Lux-Straße/Tannenstraße/Ulmerstraße/Vollweidstraße/Zaunstraße Lage | Ensemble Eisenbahn-Ausbesserungswerk Saarbrücken-Burbach mit Werksiedlung                | Holunderstraße 1/1a; 3/3a; 5/5a, Wohnhaus, 1905 (Ensemblebestandteil) | | | |
| Ahornstraße/Am Kesselhaus/An der Spielschule/Buchenstraße/Heckenstraße/Holunderstraße/Im Füllengarten/Jakobshütter Weg/Lindenstraße/Saar-Lor-Lux-Straße/Tannenstraße/Ulmerstraße/Vollweidstraße/Zaunstraße Lage | Ensemble Eisenbahn-Ausbesserungswerk Saarbrücken-Burbach mit Werksiedlung                | Holunderstraße 4/4a, Wohnhaus, 1905 (Ensemblebestandteil) | | | |
| Ahornstraße/Am Kesselhaus/An der Spielschule/Buchenstraße/Heckenstraße/Holunderstraße/Im Füllengarten/Jakobshütter Weg/Lindenstraße/Saar-Lor-Lux-Straße/Tannenstraße/Ulmerstraße/Vollweidstraße/Zaunstraße Lage | Ensemble Eisenbahn-Ausbesserungswerk Saarbrücken-Burbach mit Werksiedlung                | Holunderstraße 6/6a, Wohnhaus, 1905 (Ensemblebestandteil) | | | |
| Ahornstraße/Am Kesselhaus/An der Spielschule/Buchenstraße/Heckenstraße/Holunderstraße/Im Füllengarten/Jakobshütter Weg/Lindenstraße/Saar-Lor-Lux-Straße/Tannenstraße/Ulmerstraße/Vollweidstraße/Zaunstraße Lage | Ensemble Eisenbahn-Ausbesserungswerk Saarbrücken-Burbach mit Werksiedlung                | Holunderstraße 8, Wohnhaus, 1905 (Ensemblebestandteil) | | | |
| Ahornstraße/Am Kesselhaus/An der Spielschule/Buchenstraße/Heckenstraße/Holunderstraße/Im Füllengarten/Jakobshütter Weg/Lindenstraße/Saar-Lor-Lux-Straße/Tannenstraße/Ulmerstraße/Vollweidstraße/Zaunstraße Lage | Ensemble Eisenbahn-Ausbesserungswerk Saarbrücken-Burbach mit Werksiedlung                | Im Füllengarten 2, Wohnhaus, 1905 (Ensemblebestandteil) | | | |
| Ahornstraße/Am Kesselhaus/An der Spielschule/Buchenstraße/Heckenstraße/Holunderstraße/Im Füllengarten/Jakobshütter Weg/Lindenstraße/Saar-Lor-Lux-Straße/Tannenstraße/Ulmerstraße/Vollweidstraße/Zaunstraße Lage | Ensemble Eisenbahn-Ausbesserungswerk Saarbrücken-Burbach mit Werksiedlung                | Im Füllengarten 4/4a; 6/6a; 8/8a, Wohnhaus, 1905 (Ensemblebestandteil) | | | |
| Ahornstraße/Am Kesselhaus/An der Spielschule/Buchenstraße/Heckenstraße/Holunderstraße/Im Füllengarten/Jakobshütter Weg/Lindenstraße/Saar-Lor-Lux-Straße/Tannenstraße/Ulmerstraße/Vollweidstraße/Zaunstraße Lage | Ensemble Eisenbahn-Ausbesserungswerk Saarbrücken-Burbach mit Werksiedlung                | Im Füllengarten 10/10a; 12/12a, Wohnhaus, 1905 (Ensemblebestandteil) | | | |
| Ahornstraße/Am Kesselhaus/An der Spielschule/Buchenstraße/Heckenstraße/Holunderstraße/Im Füllengarten/Jakobshütter Weg/Lindenstraße/Saar-Lor-Lux-Straße/Tannenstraße/Ulmerstraße/Vollweidstraße/Zaunstraße Lage | Ensemble Eisenbahn-Ausbesserungswerk Saarbrücken-Burbach mit Werksiedlung                | Jakobshütter Weg 2, Direktorenwohnhaus, 1905 (Ensemblebestandteil) | | | |
| Ahornstraße/Am Kesselhaus/An der Spielschule/Buchenstraße/Heckenstraße/Holunderstraße/Im Füllengarten/Jakobshütter Weg/Lindenstraße/Saar-Lor-Lux-Straße/Tannenstraße/Ulmerstraße/Vollweidstraße/Zaunstraße Lage | Ensemble Eisenbahn-Ausbesserungswerk Saarbrücken-Burbach mit Werksiedlung                | Jakobshütter Weg 11/13/15/17/19/21/23, Wohnhaus, 1905 (Ensemblebestandteil) | | | |
| Ahornstraße/Am Kesselhaus/An der Spielschule/Buchenstraße/Heckenstraße/Holunderstraße/Im Füllengarten/Jakobshütter Weg/Lindenstraße/Saar-Lor-Lux-Straße/Tannenstraße/Ulmerstraße/Vollweidstraße/Zaunstraße Lage | Ensemble Eisenbahn-Ausbesserungswerk Saarbrücken-Burbach mit Werksiedlung                | Lindenstraße 1, Wohnhaus, 1905 (Ensemblebestandteil) | | | |
| Ahornstraße/Am Kesselhaus/An der Spielschule/Buchenstraße/Heckenstraße/Holunderstraße/Im Füllengarten/Jakobshütter Weg/Lindenstraße/Saar-Lor-Lux-Straße/Tannenstraße/Ulmerstraße/Vollweidstraße/Zaunstraße Lage | Ensemble Eisenbahn-Ausbesserungswerk Saarbrücken-Burbach mit Werksiedlung                | Lindenstraße 2/2a; 4/4a; 6/6a, Wohnhäuser, 1905 (Ensemblebestandteil) | | | |
| Ahornstraße/Am Kesselhaus/An der Spielschule/Buchenstraße/Heckenstraße/Holunderstraße/Im Füllengarten/Jakobshütter Weg/Lindenstraße/Saar-Lor-Lux-Straße/Tannenstraße/Ulmerstraße/Vollweidstraße/Zaunstraße Lage | Ensemble Eisenbahn-Ausbesserungswerk Saarbrücken-Burbach mit Werksiedlung                | Lindenstraße 3/3a; 5/5a; 7/7a, Wohnhäuser, 1905 (Ensemblebestandteil) | | | |
| Ahornstraße/Am Kesselhaus/An der Spielschule/Buchenstraße/Heckenstraße/Holunderstraße/Im Füllengarten/Jakobshütter Weg/Lindenstraße/Saar-Lor-Lux-Straße/Tannenstraße/Ulmerstraße/Vollweidstraße/Zaunstraße Lage | Ensemble Eisenbahn-Ausbesserungswerk Saarbrücken-Burbach mit Werksiedlung                | Lindenstraße 9/9a; 11/11a, Wohnhäuser, 1905 (Ensemblebestandteil) | | | |
| Ahornstraße/Am Kesselhaus/An der Spielschule/Buchenstraße/Heckenstraße/Holunderstraße/Im Füllengarten/Jakobshütter Weg/Lindenstraße/Saar-Lor-Lux-Straße/Tannenstraße/Ulmerstraße/Vollweidstraße/Zaunstraße Lage | Ensemble Eisenbahn-Ausbesserungswerk Saarbrücken-Burbach mit Werksiedlung                | Saar-Lor-Lux-Straße o. Nr., Flur 31, Flurstücke 237/334, 237/335, ehemalige Schmiede (Einzeldenkmal): Die Federschmiede entstand 1906 als eingeschossiger Ziegelsteinbau mit mehreren Essen. Schulterbogenfenster belichten das Innere, große Doppeltore mit Gleisanschluss bieten Zugang zum Gebäude. | | | |
| Ahornstraße/Am Kesselhaus/An der Spielschule/Buchenstraße/Heckenstraße/Holunderstraße/Im Füllengarten/Jakobshütter Weg/Lindenstraße/Saar-Lor-Lux-Straße/Tannenstraße/Ulmerstraße/Vollweidstraße/Zaunstraße Lage | Ensemble Eisenbahn-Ausbesserungswerk Saarbrücken-Burbach mit Werksiedlung                | Tannenstraße 1, 2, Wohnhäuser, 1905 (Ensemblebestandteile) | | | |
| Ahornstraße/Am Kesselhaus/An der Spielschule/Buchenstraße/Heckenstraße/Holunderstraße/Im Füllengarten/Jakobshütter Weg/Lindenstraße/Saar-Lor-Lux-Straße/Tannenstraße/Ulmerstraße/Vollweidstraße/Zaunstraße Lage | Ensemble Eisenbahn-Ausbesserungswerk Saarbrücken-Burbach mit Werksiedlung                | Ulmenstraße 2, Siedlungswohnhaus, 1905 (Ensemblebestandteil) | | | |
| Ahornstraße/Am Kesselhaus/An der Spielschule/Buchenstraße/Heckenstraße/Holunderstraße/Im Füllengarten/Jakobshütter Weg/Lindenstraße/Saar-Lor-Lux-Straße/Tannenstraße/Ulmerstraße/Vollweidstraße/Zaunstraße Lage | Ensemble Eisenbahn-Ausbesserungswerk Saarbrücken-Burbach mit Werksiedlung                | Vollweidstraße 1, Direktorenwohnhaus des stellv. Direktors, 1905 (Ensemblebestandteil) | | | |
| Ahornstraße/Am Kesselhaus/An der Spielschule/Buchenstraße/Heckenstraße/Holunderstraße/Im Füllengarten/Jakobshütter Weg/Lindenstraße/Saar-Lor-Lux-Straße/Tannenstraße/Ulmerstraße/Vollweidstraße/Zaunstraße Lage | Ensemble Eisenbahn-Ausbesserungswerk Saarbrücken-Burbach mit Werksiedlung                | Vollweidstraße 2/3; 5/7, Wohnhäuser, 1905 (Ensemblebestandteile) | | | |
| Ahornstraße/Am Kesselhaus/An der Spielschule/Buchenstraße/Heckenstraße/Holunderstraße/Im Füllengarten/Jakobshütter Weg/Lindenstraße/Saar-Lor-Lux-Straße/Tannenstraße/Ulmerstraße/Vollweidstraße/Zaunstraße Lage | Ensemble Eisenbahn-Ausbesserungswerk Saarbrücken-Burbach mit Werksiedlung                | Vollweidstraße 9, Verwaltungsgebäude (Einzeldenkmal): Der 1906 errichtete Verwaltungsbau ist ein zweigeschossiger Putzbau, der über einem hohen Sockel mit Rundbogenfenstern errichtet wurde. Der Eingang zum Gebäude befindet sich in einer Ecke des Gebäudes und wurde leicht in das Gebäude zurückgesetzt. So entsteht eine offene Vorhalle, die man über rundbogige Arkaden betritt. Ein Seitenrisalit lockert die Fassade auf der Schmalseite auf. Auf dem Walmdach sitzt ein mächtiger, quadratischer Dachreiter. | | | |
| Ahornstraße/Am Kesselhaus/An der Spielschule/Buchenstraße/Heckenstraße/Holunderstraße/Im Füllengarten/Jakobshütter Weg/Lindenstraße/Saar-Lor-Lux-Straße/Tannenstraße/Ulmerstraße/Vollweidstraße/Zaunstraße Lage | Ensemble Eisenbahn-Ausbesserungswerk Saarbrücken-Burbach mit Werksiedlung                | Vollweidstraße 9, Magazingebäude, 1906 (Einzeldenkmal) | | | |
| Ahornstraße/Am Kesselhaus/An der Spielschule/Buchenstraße/Heckenstraße/Holunderstraße/Im Füllengarten/Jakobshütter Weg/Lindenstraße/Saar-Lor-Lux-Straße/Tannenstraße/Ulmerstraße/Vollweidstraße/Zaunstraße Lage | Ensemble Eisenbahn-Ausbesserungswerk Saarbrücken-Burbach mit Werksiedlung                | Vollweidstraße 9, Kantine mit Pförtnerhaus (Einzeldenkmal): Das 1906 errichtete Gebäude ist ein lang gestreckter Bau mit Satteldach. Im Giebelbereich des Gebäudes und seiner Risaliten befindet sich Fachwerk. Der zweigeschossige Bau mit Rundbogen- und rechteckigen Fenstern ist mit Ziegelstein- und Putzflächen gegliedert und wurde über einem hohen Sockelgeschoss aus Sandstein errichtet. Das Pförtnerhaus ist ein gläserner Anbau an das Gebäude der Kantine. | | | |
| Ahornstraße/Am Kesselhaus/An der Spielschule/Buchenstraße/Heckenstraße/Holunderstraße/Im Füllengarten/Jakobshütter Weg/Lindenstraße/Saar-Lor-Lux-Straße/Tannenstraße/Ulmerstraße/Vollweidstraße/Zaunstraße Lage | Ensemble Eisenbahn-Ausbesserungswerk Saarbrücken-Burbach mit Werksiedlung                | Vollweidstraße 9, Lehrlingswerkstatt, 1935–1936 (Einzeldenkmal) | | | |
| Ahornstraße/Am Kesselhaus/An der Spielschule/Buchenstraße/Heckenstraße/Holunderstraße/Im Füllengarten/Jakobshütter Weg/Lindenstraße/Saar-Lor-Lux-Straße/Tannenstraße/Ulmerstraße/Vollweidstraße/Zaunstraße Lage | Ensemble Eisenbahn-Ausbesserungswerk Saarbrücken-Burbach mit Werksiedlung                | Vollweidstraße 9, Kesselhaus, 1906(Ensemblebestandteil) | | | |
| Ahornstraße/Am Kesselhaus/An der Spielschule/Buchenstraße/Heckenstraße/Holunderstraße/Im Füllengarten/Jakobshütter Weg/Lindenstraße/Saar-Lor-Lux-Straße/Tannenstraße/Ulmerstraße/Vollweidstraße/Zaunstraße Lage | Ensemble Eisenbahn-Ausbesserungswerk Saarbrücken-Burbach mit Werksiedlung                | Vollweidstraße 9, Wagenreparaturhalle, 1906 (Ensemblebestandteil): Die mehr als 40.000 m² große Wagenrichthalle wurde 1906 in Stahlskelettkonstruktion errichtet und mit Backsteinen ausgemauert. Das Gebäude besteht aus 12 Satteldach gedeckten Gebäudeteilen mit Fenstern und Türen auf den Giebelseiten. Die ehemalige Gleisharfe vor dem Komplex wurde inzwischen abgerissen. | | | |
| Ahornstraße/Am Kesselhaus/An der Spielschule/Buchenstraße/Heckenstraße/Holunderstraße/Im Füllengarten/Jakobshütter Weg/Lindenstraße/Saar-Lor-Lux-Straße/Tannenstraße/Ulmerstraße/Vollweidstraße/Zaunstraße Lage | Ensemble Eisenbahn-Ausbesserungswerk Saarbrücken-Burbach mit Werksiedlung                | Vollweidstraße 9, Holzlager, 1906 (Ensemblebestandteil) | | | |
| Ahornstraße/Am Kesselhaus/An der Spielschule/Buchenstraße/Heckenstraße/Holunderstraße/Im Füllengarten/Jakobshütter Weg/Lindenstraße/Saar-Lor-Lux-Straße/Tannenstraße/Ulmerstraße/Vollweidstraße/Zaunstraße Lage | Ensemble Eisenbahn-Ausbesserungswerk Saarbrücken-Burbach mit Werksiedlung                | Vollweidstraße 9, Stellwerk, (Ensemblebestandteil): Das kleine Stellwerk is sein längsrechteckiges Gebäude mit zwei geschossen. Das untere ist verputzt und wurde unter einem Geschoss leicht zurückgesetzt. Das obere ist mit Holz verkleidet. Ein Walmdach deckt das Gebäude. | | | |
| Ahornstraße/Am Kesselhaus/An der Spielschule/Buchenstraße/Heckenstraße/Holunderstraße/Im Füllengarten/Jakobshütter Weg/Lindenstraße/Saar-Lor-Lux-Straße/Tannenstraße/Ulmerstraße/Vollweidstraße/Zaunstraße Lage | Ensemble Eisenbahn-Ausbesserungswerk Saarbrücken-Burbach mit Werksiedlung                | Vollweidstraße 9, Lokschuppen, (Ensemblebestandteil) | | | |
| Ahornstraße/Am Kesselhaus/An der Spielschule/Buchenstraße/Heckenstraße/Holunderstraße/Im Füllengarten/Jakobshütter Weg/Lindenstraße/Saar-Lor-Lux-Straße/Tannenstraße/Ulmerstraße/Vollweidstraße/Zaunstraße Lage | Ensemble Eisenbahn-Ausbesserungswerk Saarbrücken-Burbach mit Werksiedlung                | Zaunstraße 1/1a, 2/2a, 3/3a, 4/4a, Siedlungswohnhaus, 1905 (Ensemblebestandteil) | | | |
| Von der Heydt Lage | Ensemble Grubensiedlung Von der Heydt                                                    | Die Grube Von der Heydt entstand 1850 als Eisenbahngrube. Schon seit 1770 war hier Kohlenbergbau betrieben worden, doch erst Mitte des 19. Jahrhunderts wurde der 1,3 Kilometer lange Von-Heydt-Stollen angeschlagen. Zwischen 1855 und 1862 wurde der rund 2,3 Kilometer lange Burbach-Stollen im Gegenortvortrieb angeschlagen. In den Jahren 1884 bis 1886 begann dann mit dem Abteufen von Schacht Amelung I der Tiefbau. Anfangs mussten viele der Bergleute, die oftmals von weit her kamen, weite Fußmärsche in Kauf nehmen. Ab 1875 konnten sie dann während der Woche in Schlafhäusern nächtigen. Zwischen 1870 und 1905 entstand dann eine Beamtensiedlung und eine Direktorenvilla. 1906 wurde eine Badeanstalt errichtet. | Die Grube Von der Heydt entstand 1850 als Eisenbahngrube. Schon seit 1770 war hier Kohlenbergbau betrieben worden, doch erst Mitte des 19. Jahrhunderts wurde der 1,3 Kilometer lange Von-Heydt-Stollen angeschlagen. Zwischen 1855 und 1862 wurde der rund 2,3 Kilometer lange Burbach-Stollen im Gegenortvortrieb angeschlagen. In den Jahren 1884 bis 1886 begann dann mit dem Abteufen von Schacht Amelung I der Tiefbau. Anfangs mussten viele der Bergleute, die oftmals von weit her kamen, weite Fußmärsche in Kauf nehmen. Ab 1875 konnten sie dann während der Woche in Schlafhäusern nächtigen. Zwischen 1870 und 1905 entstand dann eine Beamtensiedlung und eine Direktorenvilla. 1906 wurde eine Badeanstalt errichtet. | | |
| Von der Heydt Lage | Ensemble Grubensiedlung Von der Heydt                                                    | Von der Heydt 1, Beamtenwohnhaus, um 1890 | | | |
| Von der Heydt Lage | Ensemble Grubensiedlung Von der Heydt                                                    | Von der Heydt 2/3, Beamtenwohnhaus (Ensemblebestandteil): Um 1890 errichtetes eingeschossiges Backsteingebäude. Das symmetrische Wohnhaus besitzt im Zentrum einen hohen Risalit und wurde über einem rustizierten Sockelgeschoss aus Sandstein errichtet. Die Fenster sind in Segmentbogen ausgeführt. Ein umlaufendes Geschossgesims gliedert die Fassade. | | | |
| Von der Heydt Lage | Ensemble Grubensiedlung Von der Heydt                                                    | Von der Heydt 4/5, Beamtenwohnhaus, um 1890 (Ensemblebestandteil) | | | |
| Von der Heydt Lage | Ensemble Grubensiedlung Von der Heydt                                                    | Von der Heydt 7, Wohnhaus, um 1890 (Ensemblebestandteil) | | | |
| Von der Heydt Lage | Ensemble Grubensiedlung Von der Heydt                                                    | Von der Heydt 8/9, Beamtenwohnhaus, 1870–1875 (Ensemblebestandteil) | | | |
| Von der Heydt Lage | Ensemble Grubensiedlung Von der Heydt                                                    | Von der Heydt 11, Beamtenwohnhaus(Ensemblebestandteil): Der zweigeschossige, traufständige Backsteinbau mit Segmentbogenfenstern wurde um 1890 errichtet. ein einfacher Mittelrisalit lockert die Straßenfassade auf. Das Gebäude wurde über einem niedrigen Sockel aus Sandstein errichtet. Das Obergeschoss kragt leicht hervor. Die Fenster des oberen geschossen sind durch ein umlaufendes Sohlbankgesims verbunden,. | | | |
| Von der Heydt Lage | Ensemble Grubensiedlung Von der Heydt                                                    | Von der Heydt 12, Schlafhaus II (Einzeldenkmal): Das Schlafhaus II i wurde in den Jahren 1886 bis 1889 im neoromanischen Stil errichtet. Das Gebäude bot für 288 Bergleute Platz. Mit dem Ende der Schlafhäuser wurde in dem Gebäude 1923 die Albert-Kapelle untergebracht, die nach dem Ende des Bergbaus in der Grube nach 1980 profaniert wurde. Das zweigeschossige Gebäude aus hellem Sandstein wird von Rundbogenfenstern belichtet. Ein niedriger Sockel wird durch ein Gesims vom restlichen Baukörper getrennt. Im Zentrum des Gebäudes liegt ein fünfachsiger Rilasit mit Dreiecksgiebel. Die mittlere Achse is leicht zurückgesetzt und endet in einem turmartigen Aufbau mit Bogenfries und Schallarkaden. | | | |
| Von der Heydt Lage | Ensemble Grubensiedlung Von der Heydt                                                    | Von der Heydt 13/14, Beamtenwohnhaus, 1870–1875 (Ensemblebestandteil) | | | |
| Von der Heydt Lage | Ensemble Grubensiedlung Von der Heydt                                                    | Von der Heydt 15, Schule, 1874 (Ensemblebestandteil): Die ehemalige Schule wurde 1874 als eingeschossiger, traumständiger Bau aus Sandstein errichtet. Die Straßenseite besitzt sieben Achsen, wobei die mittlere leicht hervorgehoben wird und den Eingang aufnimmt. Das Erdgeschoss schließt mit einem Gesims ab, darüber liegt ein niedriges Drempelgeschoss mit kleinen quadratischen Fenstern. | | | |
| Von der Heydt Lage | Ensemble Grubensiedlung Von der Heydt                                                    | Von der Heydt 17, Direktionsgebäude, 1870–1875 (Ensemblebestandteil) | | | |
| Von der Heydt Lage | Ensemble Grubensiedlung Von der Heydt                                                    | Von der Heydt 18/19, Beamtenwohnhaus, um 1880 (Ensemblebestandteil) | | | |
| Von der Heydt Lage | Ensemble Grubensiedlung Von der Heydt                                                    | Von der Heydt 20, Direktorenwohnhaus mit Park (Ensemblebestandteil): Das Wohnhaus wurde in den Jahren 1870 bis 1875 in einem kleinen Park errichtet. Der Sandsteinbau wird mit Segmentbogenfenstern belichtet und besitzt ein Geschossgesims. Die Fenster des Obergeschosses sind über ein Sohlbankgesims verbunden und besitzen bogige Verdachungen. Auf der Schaufassade ragt ein zweiachsiger Mittelrisalit hervor, dessen Dreiecksgiebel von einem Satteldach gedeckt wird. | | | |
| Von der Heydt Lage | Ensemble Grubensiedlung Von der Heydt                                                    | Von der Heydt 21, Direktorenwohnhaus, 1870–1875 (Ensemblebestandteil im Ensemble Grubensiedlung Von der Heydt) | | | |
| Von der Heydt Lage | Ensemble Grubensiedlung Von der Heydt                                                    | Von der Heydt 22, Schlafhaus I mit Casino: Das Schlafhaus I wurde zwischen 1873 und 1875) als lang gestreckter, zweigeschossiger Sandsteinbau erbaut. man betritt das Gebäude über ein rundbogiges Portal in einem Mittelrisaliten mit Dreiecksgiebel und Okulus. Bogenfriese, Gesimse und Akroterien auf dem Riskanten schmücken das Gebäude. In einem Flügel befanden sich Funktionsräume wie Sanitärräume, Koch-, Ess- und Unterhaltungssäle für ca. 250 Bergleute. Geschlafen wurde in Sälen mit je acht Betten. Im zweiten Flügel befand sich das Casino der Bergbeamten. Es hatte einen Bierkeller mit reich verzierter Eingang aus dem Jahr 1875, der wie ein Stollenmundloch aussah. | | | |
| Obere Grüneichstraße Lage | Ensemble Obere Grüneichstraße                                                            | In der Oberen Grüneichstraße entstanden 1905 nach Entwürfen von Otto Meyer mehrere Doppelwohnhäuser für Arbeiter der Burgbacher Hütte. | In der Oberen Grüneichstraße entstanden 1905 nach Entwürfen von Otto Meyer mehrere Doppelwohnhäuser für Arbeiter der Burgbacher Hütte. | | |
| Obere Grüneichstraße Lage | Ensemble Obere Grüneichstraße                                                            | Obere Grüneichstraße 17/18, Doppelwohnhaus, 1905 von Otto Meyer (Ensemblebestandteil) | | | |
| Obere Grüneichstraße Lage | Ensemble Obere Grüneichstraße                                                            | Obere Grüneichstraße 19/20, Doppelwohnhaus, 1905 von Otto Meyer (Ensemblebestandteil) | | | |
| Obere Grüneichstraße Lage | Ensemble Obere Grüneichstraße                                                            | Obere Grüneichstraße 21/22, Doppelwohnhaus, 1905 von Otto Meyer (Ensemblebestandteil) | | | |
| Obere Grüneichstraße Lage | Ensemble Obere Grüneichstraße                                                            | Obere Grüneichstraße 23/24, Doppelwohnhaus, 1905 von Otto Meyer (Ensemblebestandteil) | | | |
| Obere Grüneichstraße Lage | Ensemble Obere Grüneichstraße                                                            | Obere Grüneichstraße 25/26, Doppelwohnhaus, 1905 von Otto Meyer (Ensemblebestandteil) | | | |
| Obere Grüneichstraße Lage | Ensemble Obere Grüneichstraße                                                            | Obere Grüneichstraße 27/28, Doppelwohnhaus, 1905 von Otto Meyer (Ensemblebestandteil) | | | |
| Püttlinger Straße Lage | Ensemble Püttlinger Straße                                                               | Das Ensemble besteht aus Wohnhäusern, die um 1910 entstanden sind. | Das Ensemble besteht aus Wohnhäusern, die um 1910 entstanden sind. | | |
| Püttlinger Straße Lage | Ensemble Püttlinger Straße                                                               | Püttlinger Straße 7–19 (ungerade Nummern) | | | |
| Lage | Ensemble Schacht Amelung I der Grube Von der Heydt                                       | Schacht Amelung I wurde zwischen 1884 und 1886 abgeteuft. Namensgeber war der Berghauptmann Karl Gustav Amelung (1818–1866). 1932 wurde der Schacht, wie auch Amelung II stillgelegt. 1951 wurden die Amelungschächte gesümpft und bis 1963 als ausziehende Wetterschächte der Grube Viktoria in Püttlingen genutzt. Beim Bau des Ludwigsstollens, des Verbundstollens zwischen den Gruben Luisenthal und Jägersfreude, dienten die Amelungschächte 1963 zur Bewettern und zur Seilfahrt. Nach der endgültigen Stilllegung der Grube 1965 wurden die Tagesanlagen weitgehend abgerissen. | Schacht Amelung I wurde zwischen 1884 und 1886 abgeteuft. Namensgeber war der Berghauptmann Karl Gustav Amelung (1818–1866). 1932 wurde der Schacht, wie auch Amelung II stillgelegt. 1951 wurden die Amelungschächte gesümpft und bis 1963 als ausziehende Wetterschächte der Grube Viktoria in Püttlingen genutzt. Beim Bau des Ludwigsstollens, des Verbundstollens zwischen den Gruben Luisenthal und Jägersfreude, dienten die Amelungschächte 1963 zur Bewettern und zur Seilfahrt. Nach der endgültigen Stilllegung der Grube 1965 wurden die Tagesanlagen weitgehend abgerissen. | Schacht Amelung I wurde zwischen 1884 und 1886 abgeteuft. Namensgeber war der Berghauptmann Karl Gustav Amelung (1818–1866). 1932 wurde der Schacht, wie auch Amelung II stillgelegt. 1951 wurden die Amelungschächte gesümpft und bis 1963 als ausziehende Wetterschächte der Grube Viktoria in Püttlingen genutzt. Beim Bau des Ludwigsstollens, des Verbundstollens zwischen den Gruben Luisenthal und Jägersfreude, dienten die Amelungschächte 1963 zur Bewettern und zur Seilfahrt. Nach der endgültigen Stilllegung der Grube 1965 wurden die Tagesanlagen weitgehend abgerissen. | Schacht Amelung I wurde zwischen 1884 und 1886 abgeteuft. Namensgeber war der Berghauptmann Karl Gustav Amelung (1818–1866). 1932 wurde der Schacht, wie auch Amelung II stillgelegt. 1951 wurden die Amelungschächte gesümpft und bis 1963 als ausziehende Wetterschächte der Grube Viktoria in Püttlingen genutzt. Beim Bau des Ludwigsstollens, des Verbundstollens zwischen den Gruben Luisenthal und Jägersfreude, dienten die Amelungschächte 1963 zur Bewettern und zur Seilfahrt. Nach der endgültigen Stilllegung der Grube 1965 wurden die Tagesanlagen weitgehend abgerissen. |
| Lage | Ensemble Schacht Amelung I der Grube Von der Heydt                                       | Von der Heydt 26, Gebäuderuine: Von dem 1885 errichten Ziegelsteingebäude ist nicht viel mehr übrig als einige Umfassungsmauern und ein teilweise eingestürzter Rundbogen. | | | |
| Lage | Ensemble Schacht Amelung I der Grube Von der Heydt                                       | Von der Heydt 26, Werksteingebäude: Das Gebäude entstand um 1885 als kleiner traumständiger Sandsteinbau mit drei Achsen und Segmentbogenfenstern. | | | |
| Lage | Ensemble Schacht Amelung I der Grube Von der Heydt                                       | Von der Heydt 26, Fördermaschinenbaus: Das um 1885 errichtete Fördermaschinenbaus is sein lang gestreckter Sandsteinbau mi rundbogigen Fenstern, Okulus auf der Giebelseite und schmalem Sockel. | | | |
| Altenkesseler Straße Lage | Seilerhalle der Drahtseilfabrik Heckel                                                   | Um 1800 entstand in der Altenkesseler Straße eine Fabrik der Saarbrücker Stahlgusswerke AG. Schon 1913 übernahmen die Mannesmannröhren-Werke das Werk. 1938erwarb die Firma Heckel das Gelände und begann mit der Produktion von Draht und Drahtseilen. Als das Werk 1983 geschlossen wurde, entstand ein Gründer- und Technologiezentrums. Erhalten ist von dem Werk die 1897 entstandene Seilerhalle als Industriebau der Jahrhundertwende. Das dreigeteilte Dach mit erhöhtem Mittelteil spannt sich über einen lang gestreckten Sandsteinbau mit Eisenfachwerk. Auf einer Giebelseite große Glasfront. | | | |
| Burbacher Straße, Gemarkung Saarbrücken Flur 12, Flurstück 1/8, Gemarkung Malstatt-Burbach Flur 19, Flurstück 55/8, 55/9, 55/10, 285/3,285/4, 285/5 Lage                                                        | Gersweiler Brücke                                                                        | Die 1952/52 nach einem Entwurf von Peter Paul Seeberger entstandene Brücke überquert die Saar und verbindet Burbach mit Gersweiler. Die Stahlbrücke besitzt einen Vollbogen auf zwei Betonpfeilern über die Saar und zwei Halbbögen über die Autobahn und die Flussaue. | | | |
| Forsthaus Pfaffenkopf Lage | Forsthaus Pfaffenkopf mit Nebengebäuden                                                  | Um Wild und Wald vor Dieben zu schützen, wurde der Kernbereich des Köllertaler Waldes im 18. Jahrhundert mit einem Gatter umzäunt. An den Eingängen entstanden „Torhäuser“. Dazu zählt auch das Forsthaus Pfaffenkopf, das 1727 entstand und vermutlich von Friedrich Joachim Stengel in der zweiten Hälfte des 18. Jahrhunderts im Barockstil umgebaut wurde. Im frühen 19. Jahrhundert wurde das Gebäude außerdem erweitert. 1815 wurde es Forsthaus der preußischen Forstverwaltung und war dann bis 1972 Sitz des Revierförsters. 1983 wurde das Forsthaus von Privatleuten erworben und saniert. Der eingeschossige Putzbau wird von einem Mansardwalmdach gedeckt. neben dem Wohnbereich gibt es auch einen Stall-Scheunentrakt mit rundbogigem Tor. Zum Ensemble gehört auch ein Holzlagerhaus und ein Schlafhaus für die Waldarbeiter.           | | | |
| Große Weyersbergstraße 7 Lage | Weyersbergschule                                                                         | Die Weyersbergschule entstand 1950 bis 1952 nach Entwürfen von Peter Paul Seeberger. Schon um 1900 stand hie seien Volksschule, die jedoch nach Kriegsschäden abgerissen werden musste. Der langgestreckte, viergeschossige Putzbau besitzt zwei verglaste, halbrunde Treppentürme auf der Hofseite. Das Sockelgeschoss aus Sandstein tritt stellenweise zurück und bildet offene Säulenvorhallen. | | | |
| Hochstraße | Weckerhalle, Motorenmagazin der Burbacher Hütte                                          | Das Motorenmagazin entstand 1904 als stattlicher Backsteinbau mit Rundbogenfenstern und romanisierender Wandgliederung durch Lisenen und Rundbogenfliese. Nach 1945 wurde im Zuge einer Erweiterung die südliche Giebelwand abgebrochen und ein neues Dach aufgesetzt. | | | |
| Hochstraße Lage | Sog. „Schlösschen“, Wohnhaus des Direktors der Burbacher Hütte                           | Das Wohnhaus des Direktors der Burgbacher Hütte wurde um 1885 erbaut, später aber durch Umbau und Erweiterungen tiefgreifend verändert. Gut erhalten ist ein dreigeschossiger, pavillonartiger Anbau (mit sorgfältiger Werksteingliederung in klassizierenden Formen; das steile Mansarddach wurde durch ein flaches Zeltdach ersetzt. | | | |
| Hochstraße Lage | E-Werk                                                                                   | Das E-Werk wurde als elektrische Zentrale der Burbacher Hütte um 1908 erbaut und ist eine weiträumige Halle in Stahlskelettkonstruktion mit Backsteinausfachung. An den Schmalseiten belichten große korbbogige Fenster das Gebäude. | | | |
| Käthe-Kollwitz-Straße 11 Lage | Kohlenbrechanlage der Burbacher Hütte                                                    | Die Kohlenbrechanlage entstand 1887 als hochaufragender Backsteinbau. Das leicht zurückgestufte Obergeschoss mit Lisenen- und Blendfeldergliederung wird von einem gerundeten Dach geschützt. Das Gebäude gilt als „bemerkenswertes Zeugnis für den Aufschwung der Hüttenindustrie“ in den Jahren um 1880/1890. | | | |
| Hochstraße 61 Lage | Casino der Burbacher Hütte                                                               | Das Casino wurde 1873 als Gesellschaftshaus für die Beamten der Hütte errichtet. Der dreigeschossiger Bau mit abgeschrägter Ecke besitzt eine Fassadengliederung in klassizistischen Formen. | | | |
| Hochstraße 74 Lage | Bahnhofsempfangsgebäude des Bahnhofs Burbach                                             | Das ehemalige Bahnhofsgebäude des Burbacher Bahnhofs entstand in den Jahren 1957 bis 1959 nach Entwürfen des Bundesbahnoberrates Reutler. Der Bau besteht aus einer längsrechteckigen Wartehalle aus Stahlbeton und Klinkern. Der hohe rechteckige Rechteckblock öffnet sich zur Straßenseite über eine Glasfront, die von einem Betonrahmen eingefasst wird. Ein verglaster Windfang mit weit vorgezogenem Vordach aus Beton markiert den Eingang. Sainte liegt auf der Bahnseite ein niedrigerer Diensttrakt. | | | |
| Hubert-Müller-Straße 48 Lage | Hubert-Müller-Denkmal, Eisengussrelief, Brunnen, 1910                                    | | | | |
| Innovationsring Lage | Fördermaschinenhaus des Alsbach-Schachtes, Fördermaschine                                | Das Fördermaschinenhaus wurde 1954 als hochgereckter Ziegelsteinbau mit Stahlskelett und Rechteckfenstern errichtet. Es wird von einem flachen Satteldach gedeckt. Die Fördermaschine stammt aus dem Jahr 1956. | | | |
| Innovationsring Lage | Lüfteranlage des Alsbach-Schachtes                                                       | | | | |
| Innovationsring Lage | Schachtanlage des Alsbach-Schachtes                                                      | Der Alsbach-Schacht wurde 1954 als Teil der Grube Luisenthal abgeteuft. Das Fördergerüst wurde bereits 1916 als englischer Bock über dem Steinbach-Schacht der grobe Von der Heydt errichtet und 1953 transloziert. Die Fachwerkstützen und -streben wurden aus dem Altbestand übernommen, das führungsgedüst von der Firma Arnoth und Bäcker erneuert und verstärkt. | | | |
| Jakobstraße 2 Lage | Wohn- und Geschäftshaus                                                                  | Erbaut 1909 | | | |
| Käthe-Kollwitz-Straße, Flur 8, Flurstück 86/281 Lage | Splitterschutzzelle                                                                      | Der kleine Einmannbunker der Firma Dywidag wurde zwischen 1942 und 1945 auf dem Gelände der Burbacher Hütte errichtet. Es ist eine typische zylindrische Betonkonstruktion mit flachem Kegeldach. | | | |
| Odilienbergstraße 1 Lage | Kath. Kirche Herz-Jesu                                                                   | Die Herz-Jesu-Kirche wurde in den Jahren 1912 bis 1914 von der Architektengemeinschaft Ludwig Becker und Anton Falkowski erbaut. Nach schweren Kriegsschäden wurde sie 1949/50 wieder aufgebaut. Der neoromanischen Basilika ist eine Doppelturmfassade mit breitem Fassadenmittelteil und zwei schlanken, dreigeschossigen Türmen vorgelagert. Vor dem Portal sitzt eine offene halle mit drei Bögen und Wimperg. Eine monumentale Rundbogennische in der Fassade birgt ein großes rundes Maßwerkfenster. An das Langhaus gliedern sich kleine Querschiffarme an. In der Vierung sitzt ein mächtiger Vierungsturm mit kleinen Ecktürmchen. Innen wird die Vierung von einer großen Pendentifkuppel überwölbt. Der rechteckige Chor endet in einer leicht eingezogenen halbrunden Apsis.                                                                 | | | |
| Untere Grüneichstraße o. Nr. Lage | Wandmosaik am ehemaligen Schwesternwohnheim des ehemaligen Hüttenkrankenhauses           | Das Wandmosaik wurde 1964 von Fritz Zolnhofer geschaffen. Das über vier Stockwerke reichende Werk zeigt drei Figuren unter Wolken und einer rot leuchtenden Sonne am Ufer eines Flusses. Im Zentrum steht sein männliche Figur, einer schwangeren weiblichen Figur und einer weiteren weiblichen Figur dahinter, die den mann und die Schwangere mit ihren Armen umschlingt. | | | |
| Von der Heydt Lage | Zwei Mundlöcher des Burbachstollens der Grube Von der Heydt (nördl. des Magazingebäudes) | Die einfachen Stollenmundlöcher des Burbachstollens entstanden um 1880, das größere wurde in Sandstein ausgeführt mit großem Rundbogen. | | | |
| Von der Heydt Lage | Stollenmundloch des Burbachstollens der Grube Von der Heydt (nördl. des Magazingebäudes) | Das rechteckige Stollenmundloch in Ziegelsteinbauweise entstand um 1900. In einem leicht vorspringenden Rahmen befindet sich ein rundbogiger Eingang. Darüber sitzt ein Zahnfries. | | | |
| Von der Heydt Lage | Stollenmundloch des Burbachstollens der Grube Von der Heydt (östl. des Magazingebäudes)  | Der einfache Stellenmund wurde um 1900 aus Backsteinen gemauert. Der Eingang wird von einem Segmentbogen überspannt. Darüber sitzt ein Zahnfries. | | | |
| Von der Heydt Lage | Magazingebäude der Grube Von der Heydt                                                   | Das Magazin ist ein eingeschossiger Bau mit hohem Mittelrisalit. Das Gebäude entstand in den Jahren 1885/86. Lisetten aus rotem Backstein gliedern die einzelnen Fensterachsen. Der zweiachsige Risalit wird von Bogenfeldern betont. | | | |
| Von der Heydt 27 Lage | Bahnhofsempfangsgebäude der Grube Von der Heydt                                          | Der ehemalige Bahnhof der Grube entstand um 1870 im typischen Stil der Zeit. An beiden Längsseiten sitzen Mittelrisalite mit Dreiecksgiebel. Das Erdgeschoss des zweigeschossigen Putzbaus wird von hochrechteckigen Fenstern belichtet, das Obergeschoss von rundbogigen Fenstern. | | | |
| Von der Heydt 48 Lage | Steigerhaus der Grube Von der Heydt                                                      | Das Stiegenhaus der Grube wurde 1904 erbaut. Es ist ein zweigeschossiger Bau mit Mansarddach. Bis weit in das zweite Geschoss ist das Gebäude mit Sandsteinrustika verkleidet. Hohe Segmentbogenfenster belichten das innere. | | | |
| Von-der-Heydt-Straße 43 Lage | Wohnhaus mit Ausstattung                                                                 | Das Wohnhaus mit Klinkenfassade wurde 1905 von Hans Weszkalnys errichtet. Putzblendfelder schmücken die Fassade. Teilweise breite Rundbogenfenster belichten das Innere des Gebäudes. Seiten- und Eckrisaliten mit gestuftem Giebel lockern die Fassaden auf. Über dem Fenster mit Sandsteingewände im Erdgeschoss der Straßenseite sitz ein großes Sandsteinrelief. Darüber in der Giebelspitze des Riskanten Figurengruppe aus Sandstein. | | | |
| Waldstraße 44 Lage | Wohnhaus mit Ausstattung                                                                 | 1912 erbaut | | | |
| Waldstraße 46/46a Lage | Villa Weisdorff mit Park, Pförtnerhaus, Stallgebäude, Einfriedung, Toreinfahrt           | Die Villa wurde von 1911 bis 1913 nach Entwürfen der Architekten Alfred Salinger und Eugen Schmoll errichtet. Ab 1918 war die Villa Dienstsitz der französischen Bergwerksverwaltung, ab 1935 nutzte dann die Burbacher Hütte die Villa. Später war sie luxemburgisches Konsulat, bis sie in den 1980er Jahren in Privatbesitz veräußert wurde. Die repräsentative Villa im neobarocken Stil wurde über einem annähernd längsrechteckigen Grundriss erbaut und wird von einem Mansarddach abgeschlossen. Sie steht im hinteren Teil eines weitläufigen Parks mit repräsentativem Pförtnerhaus und einer Remise. Die Gartenseite der Villa wird von einem fünfachsigen, zweigeschossigen Mittelteil bestimmt, der von je einem zweigeschossigen, dreiachsigen Risaliten mit je einem eingeschossigen, zweiachsigen Anbau mit flachem Dach flankiert wird. | | | |